# جون شيرلي وود
جون شيرلي وود (بالإنجليزية: John Shirley Wood)‏ هو عسكري أمريكي، ولد في 11 يناير 1888 في مونتايسلو في الولايات المتحدة، وتوفي في 2 يوليو 1966 في رينو في الولايات المتحدة.